# فقيه

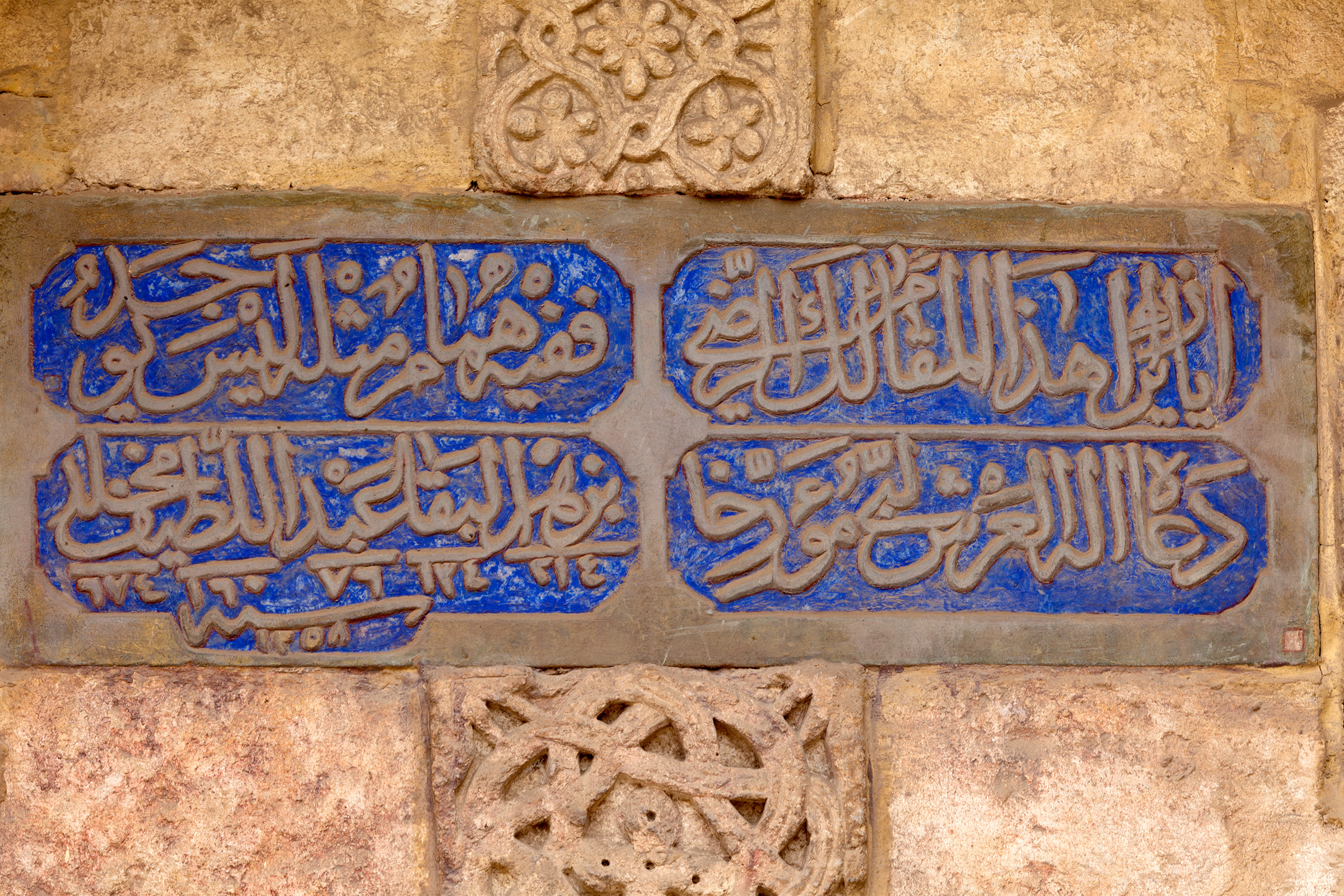

الفقيه هو العالم المهتم بدراسة الفقه في الدين الإسلامي.
وفي اللغة العربية من فَقِهَ الشيء أي علمهُ، وفقهاء جمع فقيه
الفقه هو العلم بالأحكام الشرعية العملية المكتسب من أدلتها التفصيلية والأحكام الشرعية هي الواجب والمندوب والمباح والمكروه والمحرم.

## شروط الفقيه
شروط الفقيه كثيرة ولكن نجملها بعدة أمور منها : 
- معرفة كتاب الله فهماً وحفظاً واستحضاراً
- العلم بالسنة النبوية ويشمل ذلك الحديث الصحيح والحسن والضعيف
- العلم بالإجماع لأنه من طرق الإستدلال
- العلم باللغة العربية لمعرفة الوحيين واستخراج الأحكام منهما عن طريق الفهم الصحيح للنصوص
- العلم بالمقاصد الشرعية في التشريع الإسلامي
- معرفة أقوال الصحابة لقوله صلى الله عليه وسلم : " عليكم بسنتي وسنة الخلفاء الراشدين المهديين من بعدي... " الحديث
- العلم بالقياس ضبطاً واستدلالاً
- العلم بالقواعد الفقهية الكلية والجزئية
- أن يعمل بالاستصحاب وهو " لزوم الحالة قبل نزول الدليل " أي الأصل في الأشياء قبل وجود الدليل.

فهذه شروط أصلية وهناك أمور ثانوية ينبغي معرفتها في ذلك ومنها : 
- تقدير المصالح وتغير الأحوال.
- معرفة أقوال التابعين وطريقتهم في التعامل مع القضايا النادرة الحدوث
- عدم التقليد في الأصول.

[بحاجة لمصدر]

## آداب الفقيه
- أن يكون حسن السيرة منذ صغره لأن " من شب على شيء شاب عليه " فتجد أنه ينسى من الفقه والعلم لكونه لم ينشأ عليه ولم يعايشه في صغره فيكون كالأمر المستجد عليه فلا يتكيف معه إلا بصعوبة ومع ذلك تجد أنه ينقصه الدُربة في هذا العلم
- التحلي بالأخلاق الفاضلة والاقتداء بالنبي صلى الله عليه وسلم والسلف الصالح في ذلك.
- أن يكون قدوة حسنة في أفعاله ومعاملته مع الناس ومن حوله.
- أن يطبق مايعلمه من العلم والفقه في الدين في نفسه لكي لاتسقط مصداقيته بين الناس.
- أن يكون أميناً مؤتمناً على شرع الله فلا يفتي من غير دليل ولا علم بالكتاب والسنة
- أن لايستحي من قول " لاأدري " عندما يُسأل عن أمر لايعلمه.
- أن لايخاف من قول الحق ولا تأخذه في الله لومة لائم لامن أمير ولا وزير ولا ملك.
- أن لايحابي أحد في فتواه لمصلحة عنده.
- أن يستشير في القضايا الراهنة التي لاتمس النصوص الشرعية ولا تخالفها لكي يكتسب خبرة ويصدر الفتوى بعد دراسة للحالة.

[بحاجة لمصدر]

## انتساب الفقيه
لابد أن ينتسب الفقيه ويتتلمذ على المشائخ المعاصرين له لأن عدم الانتساب لمذهب معين من المذاهب الفقهية لايبني للفقيه قاعدة صلبة يبني عليها الفروع المنتاثرة المتشعبة في الفقه الإسلامي، فتجده يتخبط وربما خالف المذهب وليس معه دليل بين واضح مع أن الحق في المذهب الذي انتسب إليه وهو في هذه المرحلة " مقلد " وليس فقيهاً فليس له أن يخالف شيخه إلا إذا وجد دليلاً صريحاً واضحاً يبين أن الحق ليس مع شيخه في هذه المسألة، فيكون بهذه الحالة فقيهاً لامقلداً ومن ثم بعد ذلك إذا تتلمذ على مذهب معين يزيد عليها من الفروع الأخرى ومن الاجتهاد في المسائل التي تحتاج لتحقيق واستقصاء حتى يبين فيها الحق.
[بحاجة لمصدر]

## تعامل الفقيه مع معاصريه
لابد أن يأخذ الفقيه بالاعتبار أن الفقه ليس حصراً على أحد وأن من كان لديه الرغبة في تعلم هذا العلم فإن الباب مفتوح للجميع ولكن هل يتمكن من ضبط هذا العلم الغزير وهل يُمكن في ذلك ويكون له اعتباره كفقيه معتبر في المجتمع يؤخذ قوله ويُعمل به هنا الخلاف.
ولكن لابد أن يعلم الفقيه أن من خالفه في اجتهاده أو في مسألة من المسائل فلا يجوز له أن يذمه أو ينال منه وهذا ليس من الدين في شيء ولكن يجب أن يبين صحة قوله أو مجانبته للصواب بالأدلة والبراهين لأن المخالف للفقيه له اجتهاده.
ثم إن باب الاجتهاد مفتوح لمن وجد في نفسه القوة والتمكن ولمن كان راسخاً في العلم لاغيره وشروط المجتهد معروفة فلا يحق لأحد الاجتهاد حتى يحتويها لكي يكون مجتهداً ومن ثم إذا خالف الفقيه المجتهد مجتهداً آخر فيجب عليه تجاهه عدة أمور منها :
- الأخذ بقوله إذا كان موافقاً للصواب.
- مخالفته في القول مع وجود الدليل الصريح الصحيح للمخالف.
- عدم التشنيع عليه والاعتذار له في قوله هذا مع بيان الأسباب إن وُجدت.
- محاولة الجمع بين قوله وبين قول المجتهد الآخر إن كان هناك توافق.

## موقف الفقيه من المذاهب الفقهية
لابد أن يعلم الفقيه أن أئمة المذاهب الفقهية هم أئمة بلغوا من العلم مبلغاً يخولهم أن يجتهدوا وقد أشار الناس لهم بالبنان لفقههم الواسع الذي يندر أن يوجد مثلهم في عصرهم فلا يوجد في العلم والدين مثل : أبي حنيفة ومالك والثوري والشافعي والأوزاعي وأحمد واسحاق والحسن وابن سيرين وهم وإن كانوا قد عاصر بعضهم بعضاً فهم متفرقين في البلدان ويتتلمذ عليهم الطلاب في تلك البلدان وهم أئمة في تلك البلاد التي انتشروا فيها فمالك في المدينة وأبوحنيفة وأحمد في العراق والأوزاعي في الشام والشافعي في مكة فلابد من الفقيه أن يعرف لأهل العلم فضلهم وفقههم وورعهم فهم أئمة في هذا الشأن ولا يشنّع على أحد منهم ولو كان الحق معه. 
ولأن كلاً من هؤلاء الأئمة لايمكن أن يفتي ويعمل بفتياه إلا بدليل وقد يخطئ في ذلك لعدة أسباب منها : 
- عدم بلوغ الدليل له
- اختلاف الأئمة في ثبوت الحديث
- اختلاف الأئمة في تصحيح الحديث وتضعيفه
- بلغه الحديث وثبت لديه ونسيه
- عدم معرفته بدلالة اللفظ
- اعتقادة أن لادلالة في الحديث
- اعتقاده أن تلك الدلالة معارضة
- اعتقاده أن ذلك الحديث معارض بما يضعّفه أو ينسخه أو يؤوله
- معارضته بضعف أو نسخ أو تأويل الحديث
- اشتراطه في خبر الواحد شروطاً يخالف فيها غيره.

[بحاجة لمصدر]

## فقهاء
الأمة الإسلامية من العصر النبوي مرورًا بالقرون المفضلة إلى عصرنا الحالي تملك في رصيدها فقهاء كثُر لايحصرون بعدد معين ولكن من خلال هذا المقال سوف يتم تقسيم الفقهاء في عصور الأمة الإسلامية إلى ثلاثة أقسام هم كالآتي:
- فقهاء الصحابة
- فقهاء التابعين
- فقهاء تابعي التابعين
- فقهاء القرون الوسطى
- فقهاء القرون المتأخرة
- فقهاء العصر الحديث.

### الصحابة
وهم كثيرون جدًا وممن برز منهم: سائر الخلفاء الراشدين (أبي بكر، وعمر، وعثمان، وعلي) ومنهم زيد بن ثابت، وابن عباس، وابن عمر، وجابر بن عبد الله، وأنس بن مالك، وأبي هريرة، وابن مسعود، وطلحة بن عبيد الله، وأبي سعيد الخدري ومعاذ بن جبل وأبي بن كعب.

### فقهاء التابعين
ومن فقهاء التابعين الفقهاء السبعة وهم:
- سعيد بن المسيب القرشي.
- عبيد الله بن عبد الله بن عتبة بن مسعود.
- القاسم بن محمد بن أبي بكر الصديق.
- خارجة بن زيد بن ثابت الأنصاري.
- أبو بكر بن عبد الرحمن بن الحارث.
- سليمان بن يسار.
- عروة بن الزبير بن العوام.

وهؤلاء كلهم في المدينة ومن الفقهاء غيرهم الحسن البصري في البصرة ومكحول في الشام ويحيى بن أبي كثير في نجد وطاووس في اليمن وعطاء بن أبي رباح في مكة وعمر بن عبد العزيز الخليفة الأموي ومحمد بن شهاب الزهري (مع أنه محدث) وأبو حنيفة النعمان بن ثابت (صاحب المذهب) ووهب بن منبه وغيرهم كثير.

### فقهاء تابعي التابعين
ومن فقهاء تابعي التابعين معمر بن راشد وعبد الرزاق بن همام وأيمن بن نابل وأبي سعيد المفضل وأبي قرة موسى بن طارق وهم في اليمن
وسفيان الثوري ويزيد بن هارون والشافعي وأبي داوود الطيالسي وابن جريج والإمام مالك والإمام أحمد وسفيان بن عيينة وابن علية وسحنون صاحب مالك وابن الحسن صاحب أبي حنيفة وزفر بن الهذيل وأبوبكر الأثرم صاحب الإمام أحمد والربيع بن سليمان صاحب الشافعي وغيرهم.

### فقهاء القرون الوسطى
- موفق الدين عبد الله بن أحمد بن قدامة الحنبلي
- شيخ الإسلام ابن تيمية أحمد بن عبد الحليم الحراني
- الإمام ابن قيم الجوزية محمد بن أبي بكر
- خليل بن إسحاق الجندي المعروف بـ" الجندي "
- محمد بن عبد الواحد بن الهمام الحنفي
- الإمام تقي الدين السبكي وهو علي بن عبد الكافي الخزرجي
- تاج الدين السبكي واسمه عبد الوهاب بن علي السبكي
- شرف الدين أبو النجاء موسى بن أحمد الحجاوي
- شمس الدين أبي عبد الله محمد بن مفلح القاضي
- برهان الدين إبراهيم الزرنوجي الحنفي
- برهان الدين المرغيناني علي بن أبي بكر بن عبد الجليل
- الإمام محيي الدين النووي يحيى بن شرف الدين
- الإمام محمد بن أحمد بن أبي سهل السرخسي الحنفي
- الإمام ابن رشد (الجدّ) محمد بن أحمد بن أحمد بن رشد القرطبي المالكي
- الإمام ابن رشد (الحفيد) محمد بن أحمد بن محمد المالكي (وهو حفيد الجد) وهما في الأندلس
- الإمام ابن الحاجب المالكي عثمان بن عمر بن أبي بكر بن يونس الدويني الأسنائي
- الإمام ابن عبد البر يوسف بن عبد الله بن محمد النمري المالكي
- الإمام ابن حزم علي بن حزم الأندلسي الظاهري

### فقهاء نهايات الدول الإسلامية حتى العصر الحديث
والمقصود فيهم من عاشوا من القرن العاشر فما فوق ودون العصر الحديث ومنهم مع ذكر البلد الذي ينتسبون إليه على سبيل المثال لا الحصر :[بحاجة لمصدر]
| اسم الفقيه                          | البلد          |
| ----------------------------------- | -------------- |
| الإمام محمد بن علي بن محمد الشوكاني | اليمن          |
| القاضي إسماعيل بن رميح العريني      | نجد ـ السعودية |
| أحمد بن عيسى بن ظاهر التميمي        | نجد ـ السعودية |
| الشيخ عمر بن محمد بن سليم           | نجد ـ السعودية |
| الشيخ محمد بن إبراهيم آل الشيخ      | نجد - السعودية |
| الشيخ إبراهيم بن سالم بن ضويان      | نجد - السعودية |
| الشيخ عبد الرحمن بن ناصر السعدي     | نجد ـ السعودية |